# Cerro Radal
Cerro Radal es una pequeña localidad y zona rural argentina ubicada en el Departamento Cushamen, provincia del Chubut. Se encuentra entre las localidades Lago Puelo y Las Golondrinas a 7 km de El Bolsón y 8 km de Lago Puelo. Aquí se localiza la Escuela Semirrural N° 132 y la Escuela Agrotécnica N° 717. Además, cuenta con servicios de electricidad, gas y agua potable.
Se encuentra atravesado por un camino que une la Ruta Nacional 40 con la Ruta Provincial 16. Pertenece a la municipalidad de Lago Puelo y su nombre se debe a un cerro cercano poblado de la especie Lomatia hirsuta (radal).

## Turismo y producción
La zona, al pertenecer a la Comarca andina del Paralelo 42, es un lugar turístico que posee campings, hosterías y hoteles y donde existen chacras donde se cultivan verduras y frutas finas. En la zona se encuentra un pequeño parque industrial que posee aserraderos y se producen mermeladas, entre otros.

## Geografía
Cerro Radal se encuentra ubicado en las coordenadas 42°01′53.1″S 71°37′02.9″O / -42.031417, -71.617472, a 310 m s. n. m. Su clima es frío y húmedo, correspondiente con la Patagonia andina. En el cerro propiamente dicho, han ocurrido incendios forestales.

## Historia
La escuela 132 fue fundada el 14 de abril de 1937 bajo la dirección de la señora Virginia Espinosa de Becerra. La escuela lleva el nombre de "Cerro Radal" porque al frente de la institución se encontraba el cerro de la "Piedra Pintada" y un árbol llamado "Radal"  El edificio era de madera y constaba de dos plantas. La inscripción inicial fue de unos 30 alumnos. En la década de 1970 se construyó un nuevo edificio, ampliado entre 1981 y 1982 como parte de un programa gubernamiental de expansión y mejoramiento de la enseñanza rural llamado EMER. En años recientes se conformó un núcleo poblacional de Cerro Radal. En 2008 se inauguró un centro comunitario de 72 m².
En 2009 se inauguró la Chacra Roca Pintada, un sitio arqueológico con arte rupestre que habría sido realizado hace unos 900 años.
Este año, las maestras Nieve Sosa, Gabriela Rama y Ana Mauro, maestras de la escuela 132 de Cerro Radal, del colectivo docente de la escuela, realizan todos los viernes un programa de radio para impartir los contenidos del año lectivo (11)